# Christian Popp
Christian Popp (* 24. Oktober 1966 in Bayern) ist ein deutscher Film- und TV-Produzent in Berlin.

## Leben
Christian Popp studierte Neue Deutsche Literatur und Kunstgeschichte an der Ludwig-Maximilians-Universität in München und arbeitete zunächst als Journalist, bevor er als Producer bei der UFA tätig war. Danach wechselte er als Geschäftsführer zu Nostro Film und wurde im Jahr 2000 Executive Vice President bei Bertelsmann Content Network. Als Produzent bei der Grundy UFA verantwortete er die Produktion von Soaps und Telenovelas. 2005 gründete er gemeinsam mit Pro7Sat1 Media AG die Filmproduktionsfirma Producers at Work. Seit 2013 ist Christian Popp alleiniger Gesellschafter der Producers at Work Film GmbH. Er ist eingetragenes Mitglied des Deutschen Produzentenverbands und unterrichtet als freier Dozent an der Filmakademie Baden-Württemberg.

## Filmografie
- Die Stimme des Mörders (TV-Film) (Producer) 1996
- Balko (TV-Serie) (Producer – 26 Episoden) 1996–1998
- Bodyguard – Dein Leben in meiner Hand (TV-Film) (Producer) 1999
- Der Puma – Kämpfer mit Herz (TV-Serie) (Produzent – 9 Episoden) 1999–2000
- Verbotenes Verlangen – Ich liebe meinen Schüler (TV Movie) (Produzent) 2000
- SK Kölsch (TV-Serie) (Produzent – 15 Episoden) 2000–2001
- Wolffs Revier (TV-Serie) (Produzent – 13 Episoden) 2000–2001
- Bianca – Wege zum Glück (TV-Serie) (Produzent – 223 Episoden) 2004–2005
- Sophie – Braut wider Willen (TV-Serie) (Produzent – 58 Episoden, 2005 – 2006)
- Schmetterlinge im Bauch (TV-Serie) (Produzent – 128 Episoden) 2006
- Mitten im 8en (TV-Serie) (Produzent – 29 Episoden) 2007
- R. I. S. – Die Sprache der Toten (TV-Serie) (Produzent – 25 Episoden) 2007–2008
- Berlin – Arm aber sexy (TV-Serie) (Produzent) 2008
- Anna und die Liebe (TV-Serie) (Produzent – 801 Episoden) 2008–2012
- Liebesgruss an einen Engel (TV-Film) (Produzent) 2008
- Dr. Molly & Karl (TV-Serie) (Produzent – 13 Episoden) 2008–2011
- Plötzlich Papa – Einspruch abgelehnt! (TV-Serie) (Produzent – 13 Episoden) 2008–2012
- Küss Dich Reich (TV-Film) (Produzent) 2010
- Hand aufs Herz (TV-Serie) (Produzent – 234 Episoden) 2010–2011
- Das geteilte Glück (TV-Film) (Produzent) 2011
- Das Mädchen auf dem Meeresgrund (TV-Film) (Produzent) 2011
- Wolff – Kampf im Revier (TV-Film) (Produzent) 2012
- Es kommt noch dicker (TV-Serie) (Produzent – 7 Episoden) 2012
- Ein vorbildliches Ehepaar (TV-Film) (Produzent) 2012
- Die Staatsaffäre (TV-Film) (Produzent) 2014
- Monaco 110 (TV-Serie) (Produzent – 16 Episoden) 2015
- Conni & Co (Kino) (Produzent) 2016
- Verführt – In den Armen eines Anderen (TV-Film) (Produzent) 2016
- Chaos-Queens: Für jede Lösung ein Problem (TV-Film) (Produzent) 2017
- Conni & Co 2 – Das Geheimnis des T-Rex (Kino) (Produzent) 2017
- Nicht mit uns! Der Silikon-Skandal (TV-Film) (Produzent) 2017
- Kinderüberraschung (TV-Film) (Produzent) 2018
- Der große Rudolph (TV-Film) (Produzent) 2018
- Unsere Jungs – Auch Strippen will gelernt sein (TV-Film) (Produzent) 2018
- Alles oder Nichts (TV-Serie) (Produzent – 104 Episoden) 2018–2019
- Wir sind jetzt (TV-Serie) (Produzent – 12 Episoden) 2019–2021
- Das Wunder von Kapstadt (TV-Film) (Produzent) 2022[4][5][6][7][8]
- Ein Regenbogen zu Weihnachten (TV-Film) (Produzent) 2023
- Wenn Papa auf der Matte steht (TV-Film) (Produzent) 2024
- Trapps Sommer (TV-Film) (Produzent) 2024
- Sterben für Beginner (TV-Film) (Produzent) 2024
- Nächste Ausfahrt Glück (TV-Serie) (Produzent – 8 Episoden) 2021–2024
- Writing Hawa (Produzent, Dokumentarfilm) 2024

## Auszeichnungen
- 2005: Deutscher Fernsehpreis für Verliebt in Berlin, Kategorie: Beste Tägliche Serie
- 2010: Filmfest Biberach, Fernsehbiber für Das geteilte Glück
- 2012: Österreichischer Fernseh- und Filmpreis Romy für Das Mädchen auf dem Meeresgrund, Kategorie:Beste Kamera TV-Film
- 2018: Hessischer Fernsehpreis für Der große Rudolph, Kategorie: Bester Schauspieler, Kategorie: Beste Schauspielerin
- 2019 Deutscher Fernsehpreis für Der große Rudolph, Kategorie: Beste Ausstattung
- 2019 Deutscher Schauspielpreis für Der große Rudolph, Kategorie: Nachwuchs
- 2019 Deutsche Akademie für Fernsehen, DAFF-Auszeichnung für Der große Rudolph, Kategorie: Schauspieler Hauptrolle, Kategorie: Schauspielerin Nebenrolle
- 2020 Bayerischer Filmpreis, Blauer Panther (Regie) für Wir sind jetzt, Kategorie: Beste Jugendserie
- 2022 Hamburger Produzentenpreis für Das Wunder von Kapstadt, Kategorie: Deutsche TV-Produktionen
- 2024 Ludwigshafener Auszeichnung für Senita Huskić in Trapps Sommer[9]
- 2024 Rheingold-Publikumspreis für Sterben für Beginner[10]
- 2024 Fernseh-Biber für Sterben für Beginner, Kategorie: Bester Fernsehfilm[11]